# 尼克·泰塔格
尼克·泰塔格（Nick Taitague，1999年02月17日—）是美國的一位足球運動員。在場上司職中場。2016年4月8日，泰塔格与卡罗莱纳铁路鹰队签订了一份短期合同。 2017年2月，泰塔格正式与沙尔克04签约。2017年3月23日，泰塔格代表沙尔克U19队首发出场。